# مارلين سينجر
مارلين سينجر (بالإنجليزية: Marilyn Singer)‏ هي كاتِبة وكاتبة للأطفال أمريكية، ولدت في 1948.